# Malattia di Weber-Christian
La malattia di Weber-Christian, nota anche come panniculite nodulare non suppurativa, è una forma di panniculite caratterizzata dalla presenza recidivante di noduli sottocutanei che esitano in una depressione della cute.

## Clinica
Noduli sottocutanei.